# Casa de Pere Maristany
La casa Pere Maristany és una casa del municipi del Masnou (Maresme) inclosa en el Mapa de patrimoni cultural del Masnou editat per la Diputació de Barcelona. És obra de l'arquitecte Bonaventura Bassegoda i Amigó i el seu nom prové del seu propietari, Pere Maristany i Pagès, que la va fer construir l'any 1903.

## Descripció
Edifici residencial entre mitgeres de planta rectangular que consta de planta baixa, dos pisos i coberta plana a mode de terrat. La façana es compon a partir d'una simetria que només es trenca a la planta baixa, amb la porta d'entrada i una finestra amb reixa de ferro forjat, totes dues de llinda amb arc angular. El primer pis té un balcó continu amb reixa de ferro suportat per quatre mènsules treballades en el qual s'obren dues balconeres amb arc tudor. A la planta superior hi ha tres petites obertures dobles separades per sengles columnetes. Les obertures estan protegides amb persianes de llibret de fusta. Per damunt hi ha un petit ràfec suportat per vuit mènsules treballades i el coronament de la façana amb balustrada.
El parament de la façana és estucat amb relleu a manera de carreus i amb una sèrie de recrescuts emmarcant les obertures.